# Hamilton Grange National Memorial

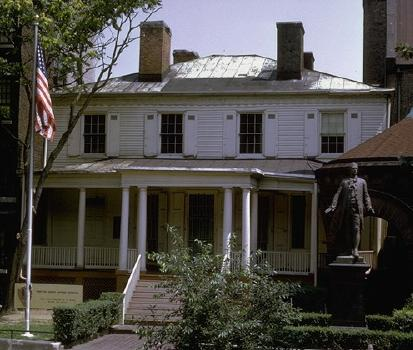
Hamilton Grange National Memorial

Hamilton Grange National Memorial és un indret històric administrat pel National Park Service situat al nord de l'illa de Manhattan a New York. Aquesta antiga casa d'Alexander Hamilton es troba al 287 de Convent Avenue al barri de Harlem. Nascut el 1755 o 1757 a l'illa de Nevis, Hamilton era un home d'Estat, financer, intel·lectual, oficial militar i fundador del partit federalista. Es va instal·lar a New York el 1772 i va estudiar al King's College (actualment la Columbia University). The Grange va ser batejada en record d'una finca escocesa que va pertànyer a l'avi d'Alexander Hamilton. D'altra banda, la mare de Hamilton, Rachel Faucett Lavien, va viure i va ser enterrada a una finca anomenada Grange sobre l'illa de  Saint Croix, a les Illes Verges Americanes.
L'edifici comprèn dos pisos; és construït en estil federal sobre els plànols de l'arquitecte John McComb Jr. i va ser acabat el 1802, dos anys abans de la defunció de Hamilton. La propietat va ser classificada com a National Historic Landmark el 19 de desembre de 1960. El congrés americà la va transformar en National Memorial el 27 d'abril de 1962.